# Davide Rebellin

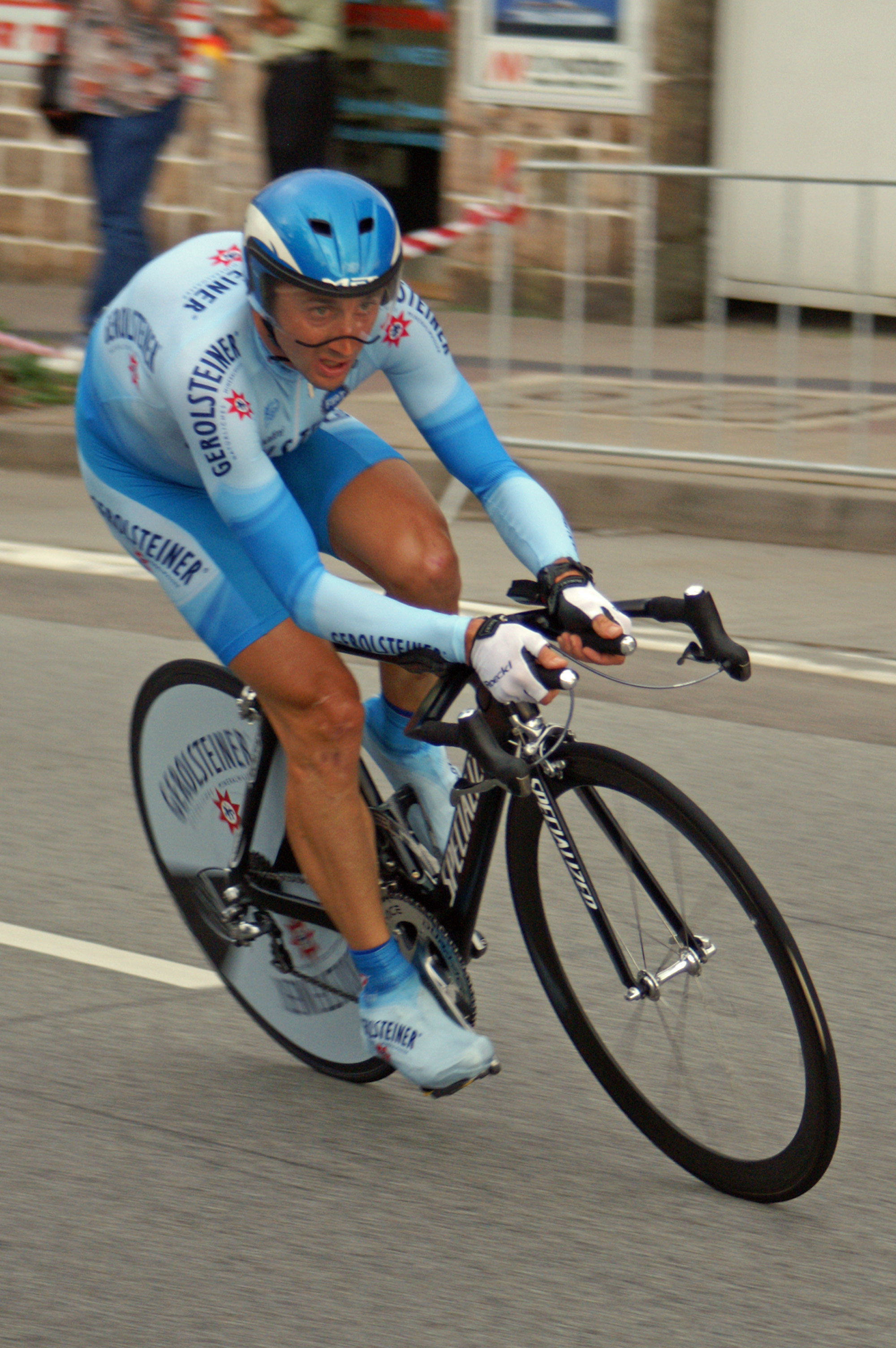
Davide Rebellin en la Vuelta a Alemania.

Davide Rebellin (San Bonifacio, 9 de agosto de 1971-Montebello Vicentino, 30 de noviembre de 2022) fue un ciclista de ruta italiano, profesional entre los años 1992 y 2022, durante los cuales desarrolló una de las carreras profesionales más longevas, siendo durante sus mejores años uno de los máximos exponentes del ciclismo.
Catalogado como una de las figuras más destacadas del ciclismo italiano, Rebellin despuntaba como un ciclista explosivo, cimentando la mayoría de sus éxitos en carreras de un día, su gran especialidad, y uno de los mejores de su generación. Entre sus victorias más prestigiosas se encuentran la Clásica de San Sebastián de 1997, la Tirreno-Adriático de 2001, una etapa en el Giro de Italia de 2001, la Flecha Valona de 2004, 2007 y 2009, la Amstel Gold Race y la Lieja-Bastoña-Lieja de 2004, y la París-Niza de 2008. Fue el primer corredor de la historia en ganar el Tríptico de las Ardenas —Amstel Gold Race, Flecha Valona  y Lieja-Bastoña-Lieja— en una misma temporada.
En 2008 fue sancionado con dos años por un positivo en CERA, siendo obligado a devolver la medalla de plata conseguida en los Juegos Olímpicos de Pekín 2008.
Falleció en 2022 tras ser atropellado por un camión durante un entrenamiento.

## Biografía
Era un ciclista especializado en clásicas, donde logró importantes victorias y buenos resultados. Llegó a ser segundo en la Copa del Mundo de ciclismo en 2004.
En pruebas por etapas, además de triunfos en algunas pruebas de una semana, obtuvo con frecuencia buenos resultados en el Giro de Italia, llegando a ser 6.º en 1996, con victoria de etapa incluida y varios días vistiendo el maillot de líder.
Durante varios añosestuvo entre los cinco mejores del Ranking UCI o UCI ProTour.
En 2004 marcó un hito histórico, al ser el primer corredor en conseguir el tríptico de las Ardenas en la misma temporada. Ese mismo año, al no ser convocado por Ballerini para el Mundial de carretera, decidió nacionalizarse argentino para poder participar en el mismo, que se disputaba en Varese, a pocos kilómetros de su localidad natal. Sin embargo, finalmente no pudo tomar la salida, al tomar el proceso de nacionalización más tiempo del esperado.
En los Juegos Olímpicos de Pekín 2008, Rebellin ganó la medalla de plata en la carrera en ruta. Seis meses después se reveló que había dado positivo de CERA. El 17 de noviembre de 2009, el CONI anunció que Rebellin tendría que devolver la medalla de plata olímpica y los 75.000 euros de premio, según le había ordenado el COI. Los abogados de Rebellin decidieron recurrir dicha decisión ante el TAS, basándose en que la decisión de retirar la medalla era una increíble interpretación de lo ocurrido y una insólita decisión tomada siete meses después de los hechos, a pesar de que ya contaba con precedentes como el de Marion Jones.
En 2011, una vez cumplida su sanción, fichó por el equipo Miche-Guerciotti.
A sus 40 años, en 2012 fichó por el equipo croata Meridiana-Kamen Team a partir del 12 de mayo, haciendo el debut pocos días después en el Tour de Grecia, carrera en la que finalizó segundo.
En 2013 fichó por el equipo polaco CCC Polsat Polkowice, donde consiguió algunos triunfos como el Giro de Emilia a la edad de 43 años.
Falleció el 30 de noviembre de 2022, a la edad de 51 años, tras ser atropellado por un camión, que posteriormente se dio a la fuga, en el municipio de Montebello Vicentino, en el año de su retiro. Se encuentra enterrado en el Cementerio de Madonna de Lonigo en Lonigo en la Provincia de Vicenza.

## Palmarés
| 1991 - Giro de las Regiones, más dos etapas 1992 - Trofeo Alcide Degasperi 1993 - Hofbrau Cup 1995 - Una etapa del Giro del Trentino 1996 - Una etapa del Giro de Italia 1997 - Clásica de San Sebastián - Trofeo de los Escaladores - G. P. de Zúrich 1998 - Tres Valles Varesinos - Una etapa del Tour de la Región Valona - Una etapa de la Vuelta a Suiza - Giro del Veneto 1999 - Tour del Mediterráneo, más 1 etapa - Tour de Haut-Var - Una etapa del Critérium Internacional - Giro del Friuli - Giro del Veneto 2000 - Giro del Veneto 2001 - Tour del Mediterráneo - G. P. Chiasso - Tirreno-Adriático, más 1 etapa - Dos etapas de la Vuelta al País Vasco - G. P. Industria y Artigianato-Larciano - Memorial Fausto Coppi - Una etapa del Brixia Tour - Giro de la Romagna - G. P. Industria y Comercio de Prato 2002 - Gran Premio Ciudad de Camaiore - Luk-Cup Bühl 2003 - Una etapa de la París-Niza - Gran Premio de Frankfurt - G. P. Industria y Comercio de Prato 2004 - Amstel Gold Race - Flecha Valona - Lieja-Bastogne-Lieja - Dos etapas del Sachsen-Tour - Trofeo Melinda - 2.º en la Copa del Mundo | 2005 - Una etapa del Brixia Tour - 3.º en el UCI ProTour 2006 - Brixia Tour, más una etapa - Giro d'Emilia 2007 - Flecha Valona - Brixia Tour, más 1 etapa - 3.º en el Campeonato de Italia en Ruta - 2.º en el UCI ProTour 2008 - Tour de Haut-Var - París-Niza 2009 - Dos etapas de la Vuelta a Andalucía - Flecha Valona 2011 - Tres Valles Varesinos - Trofeo Melinda - 3.º en el UCI Europe Tour 2012 - Una etapa de la Vuelta a Eslovaquia - Tour de Gévaudan Languedoc-Roussillon, más una etapa 2013 - Dos etapas del Szlakiem Grodów Piastowskich - 3.º en el Campeonato de Italia en Ruta - Tour de Sibiu, más una etapa - 3.º en el UCI Europe Tour 2014 - Giro de Emilia 2015 - Una etapa del Tour de Turquía - Coppa Agostoni 2017 - Tour de Ijen, más una etapa - Una etapa del Tour de Irán 2018 - Una etapa del Tour de la Wilaya de Orán |

## Resultados
Durante su carrera deportiva consiguió los siguientes puestos en grandes vueltas y carreras de un día.

Nota: Entre 2010 y 2012 no participó en ninguna prueba UWT. Asimismo, desde 2016 tampoco lo hizo.

### Grandes Vueltas
| Carrera | Carrera         | 1992 | 1993 | 1994 | 1995 | 1996 | 1997 | 1998 | 1999 | 2000 | 2001 | 2002 | 2003 | 2004 | 2005 | 2006 | 2007 | 2008 | 2009 | ... | 2013 | 2014 | 2015 | 2016 |
| ------- | --------------- | ---- | ---- | ---- | ---- | ---- | ---- | ---- | ---- | ---- | ---- | ---- | ---- | ---- | ---- | ---- | ---- | ---- | ---- | --- | ---- | ---- | ---- | ---- |
|         | Giro de Italia  | —    | —    | 20.º | 22.º | 6.º  | —    | 30.º | 30.º | 29.º | Ab.  | Ab.  | —    | Ab.  | —    | Ab.  | Ab.  | Ab.  | —    | —   | —    | —    | —    | —    |
|         | Tour de Francia | —    | —    | —    | —    | —    | 58.º | —    | —    | —    | —    | —    | Ab.  | —    | —    | —    | —    | —    | —    | —   | —    | —    | —    | —    |
|         | Vuelta a España | —    | —    | —    | —    | 7.º  | —    | —    | Ab.  | —    | —    | —    | —    | —    | —    | Ab.  | Ab.  | Ab.  | —    | —   | —    | —    | —    | —    |

### Clásicas, campeonatos y JJ. OO.
| Carrera               | Carrera               | 1992 | 1993          | 1994          | 1995          | 1996 | 1997          | 1998          | 1999          | 2000 | 2001          | 2002          | 2003          | 2004  | 2005          | 2006          | 2007          | 2008 | 2009 | ... | 2013          | 2014          | 2015          | 2016 | 2017 | 2018 | 2019 |
| --------------------- | --------------------- | ---- | ------------- | ------------- | ------------- | ---- | ------------- | ------------- | ------------- | ---- | ------------- | ------------- | ------------- | ----- | ------------- | ------------- | ------------- | ---- | ---- | --- | ------------- | ------------- | ------------- | ---- | ---- | ---- | ---- |
| Strade Bianche        | Strade Bianche        | —    | —             | —             | —             | —    | —             | —             | —             | —    | —             | —             | —             | —     | —             | —             | —             | —    | —    | —   | —             | —             | —             | 24.º |      |      |      |
|                       | Milán-San Remo        | —    | 60.º          | 4.º           | —             | 61.º | —             | 13.º          | 14.º          | 26.º | Ab.           | 27.º          | 76.º          | 168.º | 30.º          | 41.º          | 30.º          | 4.º  | 38.º | —   | —             | —             | —             | 21.º |      |      |      |
| Scheldeprijs          | Scheldeprijs          | —    | —             | 68.º          | —             | —    | —             | —             | —             | —    | —             | —             | —             | —     | —             | —             | —             | —    | —    | —   | —             | —             | —             | —    |      |      |      |
| Flecha Brabanzona     | Flecha Brabanzona     | —    | —             | —             | —             | —    | —             | —             | —             | —    | —             | —             | —             | —     | —             | —             | —             | —    | —    | —   | 102.º         | 7.º           | 5.º           | 14.º |      |      |      |
| Amstel Gold Race      | Amstel Gold Race      | —    | Ab.           | 5.º           | —             | 31.º | 44.º          | —             | 27.º          | 12.º | 8.º           | Ab.           | 4.º           | 1.º   | 4.º           | 6.º           | 2.º           | 4.º  | 41.º | —   |               | 13.º          | 29.º          | 80.º |      |      |      |
| Flecha Valona         | Flecha Valona         | —    | 28.º          | 17.º          | 6.º           | 10.º | 89.º          | —             | 17.º          | 4.º  | 8.º           | 11.º          | Ab.           | 1.º   | 3.º           | Ab.           | 1.º           | 6.º  | 1.º  | —   | —             | —             | —             | —    |      |      |      |
|                       | Lieja-Bastoña-Lieja   | —    | —             | 33.º          | —             | 6.º  | 25.º          | —             | 14.º          | 3.º  | 2.º           | 9.º           | 13.º          | 1.º   | 11.º          | Ab.           | 5.º           | 2.º  | 3.º  | —   | —             | —             | —             | —    |      |      |      |
| EuroEyes Classics     | EuroEyes Classics     | —    | —             | —             | —             | —    | —             | 75.º          | 63.º          | 38.º | 14.º          | 3.º           | 2.º           | 6.º   | 5.º           | 13.º          | 6.º           | —    | —    | —   | —             | —             | —             | —    |      |      |      |
| Clásica San Sebastián | Clásica San Sebastián | —    | 11.º          | —             | —             | 81.º | 1.º           | 12.º          | —             | 7.º  | 3.º           | 15.º          | 7.º           | 3.º   | 12.º          | 43.º          | 11.º          | 3.º  | —    | —   | —             | —             | —             | —    |      |      |      |
| Gran Premio de Plouay | Gran Premio de Plouay | —    | —             | —             | —             | —    | 60.º          | —             | —             | 24.º | —             | —             | —             | —     | 3.º           | —             | —             | —    | —    | —   | —             | —             | 48.º          | Ab.  |      |      |      |
| París-Tours           | París-Tours           | 37.º | —             | —             | —             | —    | 17.º          | 59.º          | —             | —    | —             | 66.º          | 31.º          | 13.º  | —             | —             | —             | —    | —    | —   | —             | —             | —             | —    |      |      |      |
|                       | Giro de Lombardía     | 9.º  | 15.º          | 51.º          | —             | 5.º  | 8.º           | 12.º          | —             | 6.º  | 30.º          | 2.º           | 45.º          | 28.º  | 5.º           | 5.º           | 5.º           | —    | —    | —   | —             | 30.º          | 54.º          | —    |      |      |      |
| JJ. OO. (Ruta)        | JJ. OO. (Ruta)        | 20.º | No se disputó | No se disputó | No se disputó | —    | No se disputó | No se disputó | No se disputó | —    | No se disputó | No se disputó | No se disputó | —     | No se disputó | No se disputó | No se disputó | 2.º  | ND   | —   | No se disputó | No se disputó | No se disputó | —    |      |      |      |
| Mundial en Ruta       | Mundial en Ruta       | —    | —             | —             | —             | 8.º  | 14.º          | 54.º          | Ab.           | 25.º | 32.º          | —             | —             | —     | —             | 48.º          | 6.º           | 4.º  | —    | —   | —             | —             | —             | —    | —    | —    | —    |
| Italia en Ruta        | Italia en Ruta        | —    | —             | 26.º          | —             | —    | —             | —             | —             | —    | —             | —             | —             | —     | —             | —             | 3.º           | 4.º  | —    | —   | 3.º           | —             | 5.º           | 27.º | 10.º | 40.º | 18.º |
| Italia Contrarreloj   | Italia Contrarreloj   | —    | —             | —             | —             | —    | —             | —             | —             | —    | —             | —             | —             | —     | —             | —             | —             | —    | —    | —   | 11.º          | —             | —             | —    | —    | —    | —    |

—: No participa

Ab.: Abandona

X: Ediciones no celebradas

## Récords y marcas personales
Fue el primer ciclista en la historia en ganar, en un mismo año, las tres clásicas que conforman las Clásicas de las Ardenas. En 2011 Philippe Gilbert igualó la hazaña consiguiendo ganar además la Flecha Brabanzona.